# Torre de Montagut
La Torre de Montagut és una torre de telegrafia òptica en desús de Santa Susanna (Maresme) protegida com a bé cultural d'interès local.

## Descripció
Torre quadrada situada a la muntanya del mateix nom, que divideix els termes de Malgrat de Mar i Santa Susanna. És la torre número 213 del ramal de la línia civil de telegrafia òptica de València a Tarragona, Barcelona i la Jonquera, i connectava amb les torres de Puigmarí i de Calella. S'utilitzaven per transmetre informació d'un punt a un altre a través dels senyals òptics, abans de la introducció del telègraf.
Està realitzada amb pedres irregulars i les obertures, que tenen forma rectangular, i el ràfec estan fets amb maó. Té la base lleugerament atalussada. Devia estar arrebossada. Es pot veure des de Calella i Blanes, on a la torre del Castell de Sant Joan hi havia instal·lat un aparell òptic també depenent de les línies telegràfiques generals de l'Estat.